# Sayaka Sato
Sayaka Sato (en japonés: 佐藤冴香, Sato Sayaka; Sendai, 29 de marzo de 1991) es una deportista japonesa que compite en bádminton. En los Juegos Asiáticos de 2018 consiguió una medalla de oro en la prueba de equipo.

## Palmarés internacional
| Juegos Asiáticos | Juegos Asiáticos    | Juegos Asiáticos | Juegos Asiáticos |
| Año              | Lugar               | Medalla          | Prueba           |
| ---------------- | ------------------- | ---------------- | ---------------- |
| 2018             | Yakarta (Indonesia) | Medalla de oro   | Equipo           |